# Гадяцьке газоконденсатне родовище
Гадяцьке газоконденсатне родовище — належить до Талалаївсько-Рибальського нафтогазоносного району Східного нафтогазоносного регіону України.

## Опис
Розташоване в Полтавській області на відстані 7 км від м. Гадяч.
Знаходиться в центральній частині приосьової зони Дніпровсько-Донецької западини.
Структура, що являє собою брахіантиклінальну асиметричну складку субширотного простягання з розмірами по ізогіпсі — 4550 м 4,2х2,5 м, амплітуда досягає 50 м, виявлена в 1970 р. Перший фонтан газоконденсатної суміші дебітом 1190 тис. м³/добу через штуцер діаметром 22 мм одержано в 1972 р. з візейських відкладів (інт. 4771-4801 м).
Поклади пластові, склепінчасті, деякі літологічно обмежені.
Експлуатується з 1975 р. Запаси початкові видобувні категорій А+В+С1 — 10900 млн. м³ газу; конденсату — 2096 тис. т.